# Хлевное (Липецкая область)
Хле́вное — село в Липецкой области. Административный центр Хлевенского района и Хлевенского сельсовета.

## География
Климат
| Показатель                             | Янв. | Фев. | Март | Апр. | Май  | Июнь | Июль | Авг. | Сен. | Окт. | Нояб. | Дек. | Год |
| -------------------------------------- | ---- | ---- | ---- | ---- | ---- | ---- | ---- | ---- | ---- | ---- | ----- | ---- | --- |
| Средняя температура, °C                | −6,7 | −7,2 | −1,7 | 7,8  | 14,6 | 18,4 | 20,4 | 19,2 | 13,0 | 6,5  | −0,8  | −5,5 | 6,5 |
| Норма осадков, мм                      | 35   | 31   | 28   | 36   | 46   | 71   | 64   | 44   | 57   | 49   | 40    | 36   | 537 |
| Источник: метеостанция "Конь-Колодезь" |      |      |      |      |      |      |      |      |      |      |       |      |     |

## История
Основано в 1630-е годы. Название — по Хлевному бояраку, упоминаемому в документах 1629 года. Здесь до этого были помещения (хлевы) для скота, от которых и получил название «боярак» (овраг).
В документах 1676 года село названо Подхлевно (то есть находящимся «под хлевами»). В то время в нём было 60 дворов. Владели селом помещики Ефановы.
В начале XXI века перед зданием районной администрации провели благоустройство пруда, устроили фонтаны и цветники.

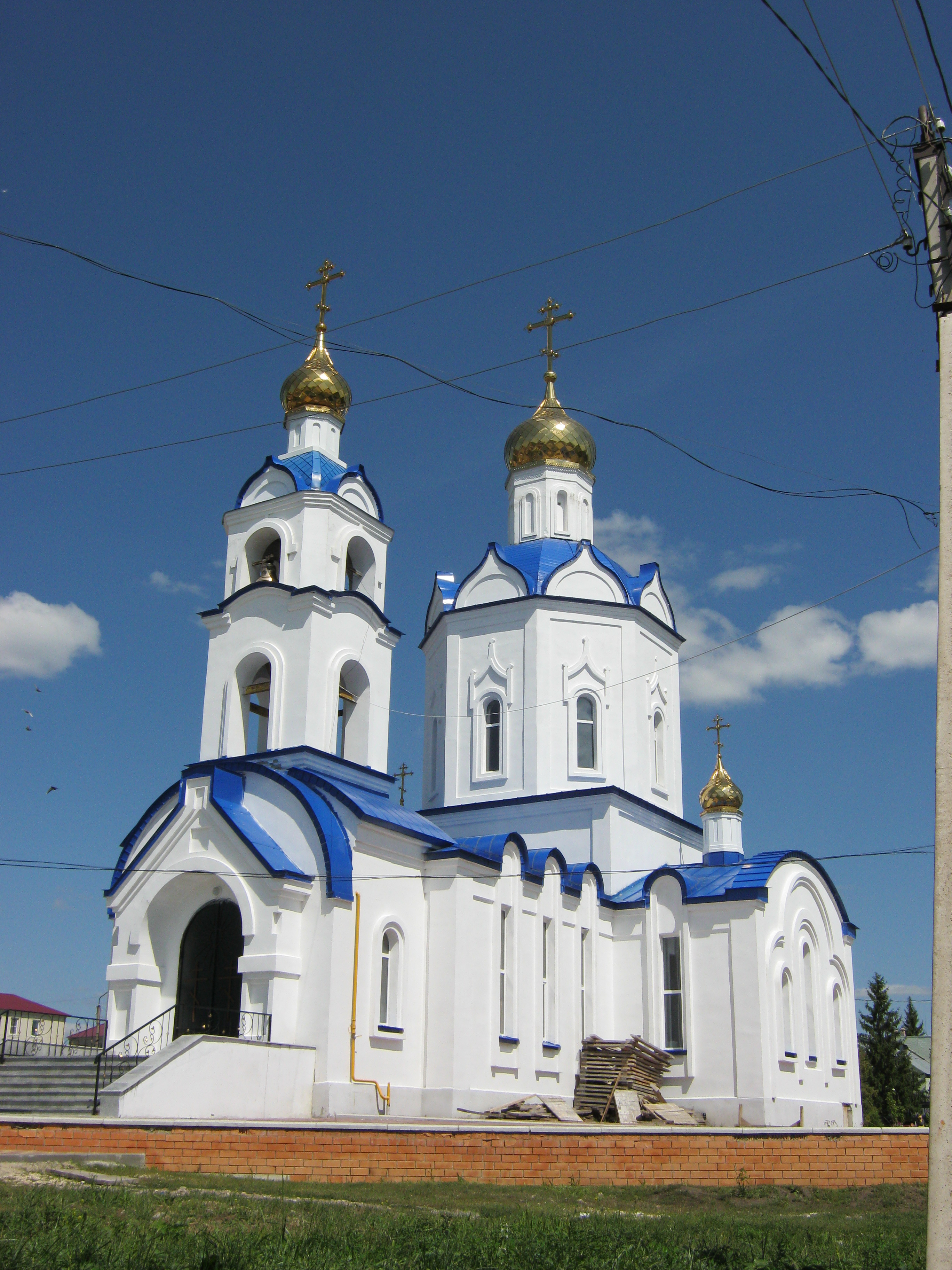
Хлевное, церковь Покрова Пресвятой Богородицы

## Население
| 1859  | 1897  | 1939  | 1959  | 1970  | 1979  | 1989  | 2002  | 2009  |
| ----- | ----- | ----- | ----- | ----- | ----- | ----- | ----- | ----- |
| 3176  | ↗3674 | ↗4418 | ↘4058 | ↗4712 | ↗5640 | ↗5898 | ↗6205 | ↘6142 |
| 2010  | 2012  | 2013  | 2014  | 2015  | 2016  | 2017  | 2018  | 2021  |
| ↘5969 | ↗5979 | ↘5918 | ↘5899 | ↘5888 | ↗5936 | ↗5961 | ↗6007 | ↗6012 |

## Транспорт

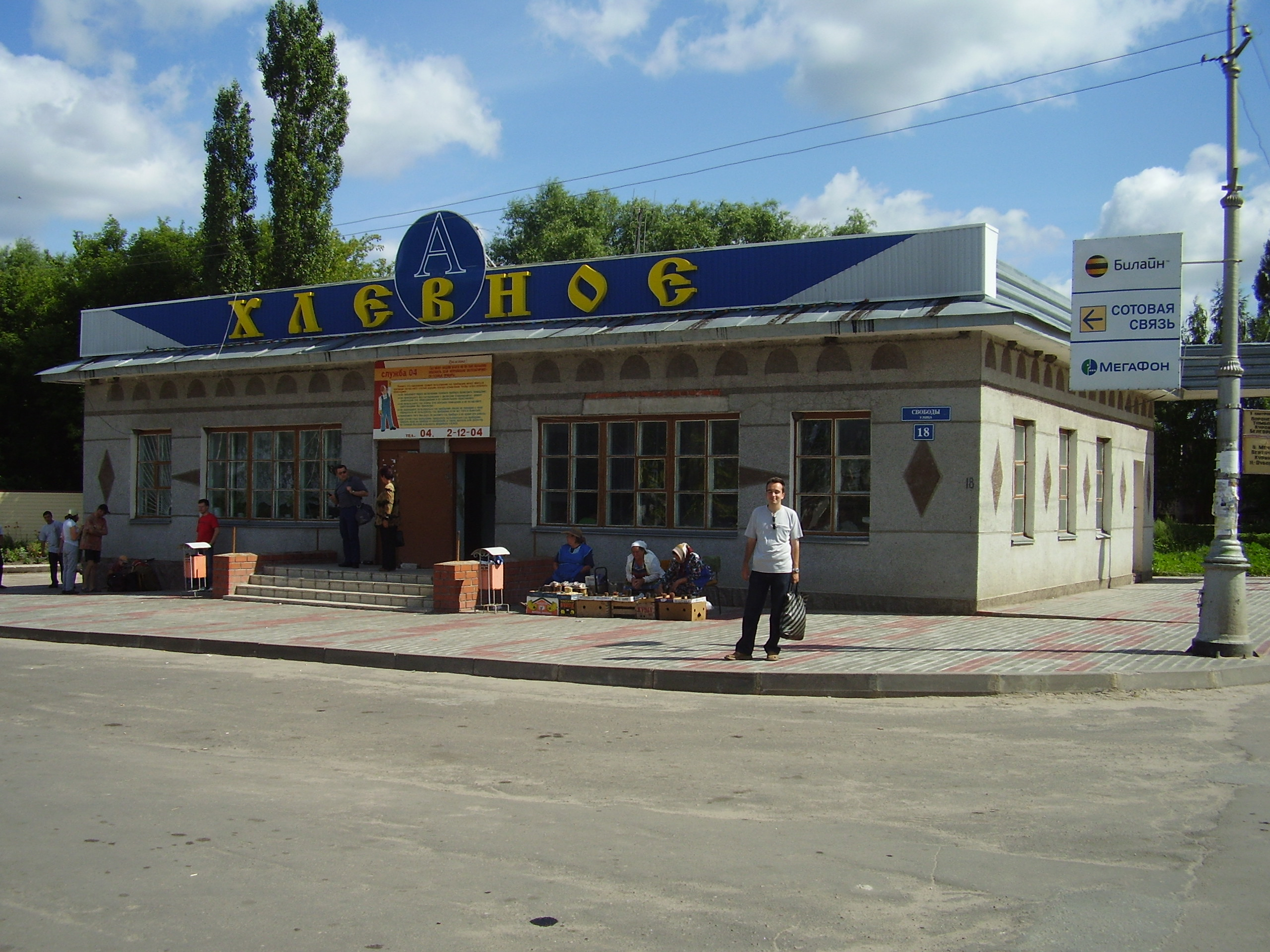
Хлевное, автостанция

Через Хлевное проходит старая автотрасса «Дон» М4. В конце XX — начале XXI века  была построена новая автотрасса М-4, которая проходит на расстоянии 5 км от села. На трассе есть участок 19,8 км, проезд по которому платный.
С автостанции следуют автобусы до Липецка, Воронежа, сёл Хлевенского района. Также через Хлевное курсируют транзитные автобусы: Воронеж – Москва, Воронеж – Новомосковск, Воронеж – Липецк, Курск – Липецк, Воронеж – Орёл, Воронеж – Тула, Воронеж – Ефремов и другие.

## Инфраструктура
Улицы
- 50 лет Октября пер.
- 50 лет Октября ул.
- 8 Марта ул.
- 9 Мая ул.
- Береговая ул.
- Берёзовая ул.
- Буслова ул.
- Гагарина пер.
- Гагарина ул.
- Газовая ул.
- Горбунова ул.
- Гуляева ул.
- Дон пер.
- Дон ул.
- Донская ул.
- Дорожная ул.
- Жукова ул.
- Зелёная ул.
- Ивана Кожедуба ул.
- Интернациональная ул.
- Комсомольская ул.
- Красная ул.
- Красноармейская ул.
- Кретинина ул.
- Культуры пер.
- Кутузова ул.
- Ленинская ул.
- Лесная ул.
- Липовая ул.
- Ломоносова ул.
- Маршала Егорова ул.
- Матросова ул.
- Мира ул.
- Молодёжная ул.
- Надгорная ул.
- Нахимова ул.
- Некрасова ул.
- Никитинская ул.
- Октябрьская ул.
- Парковая ул.
- Победы пр-кт
- Победы ул.
- Покрышкина ул.
- Полевая ул.
- Призаводская ул.
- Прогресс ул.
- Пролетарская ул.
- Пугачёва ул.
- Пушкина ул.
- Революции пр-кт
- Рябиновая ул.
- Садовая ул.
- Свободы ул.
- Сиреневый б-р
- Советская ул.
- Солнечная ул.
- Сосновая ул.
- Степана Разина ул.
- Степная ул.
- Строителей ул.
- Суворова ул.
- Тенистая ул.
- Тухачевского ул.
- Февральская ул.
- Фрунзе ул.
- Чапаева ул.
- Энергетиков ул.
- Юбилейная ул.
- Южная ул.

## Галерея

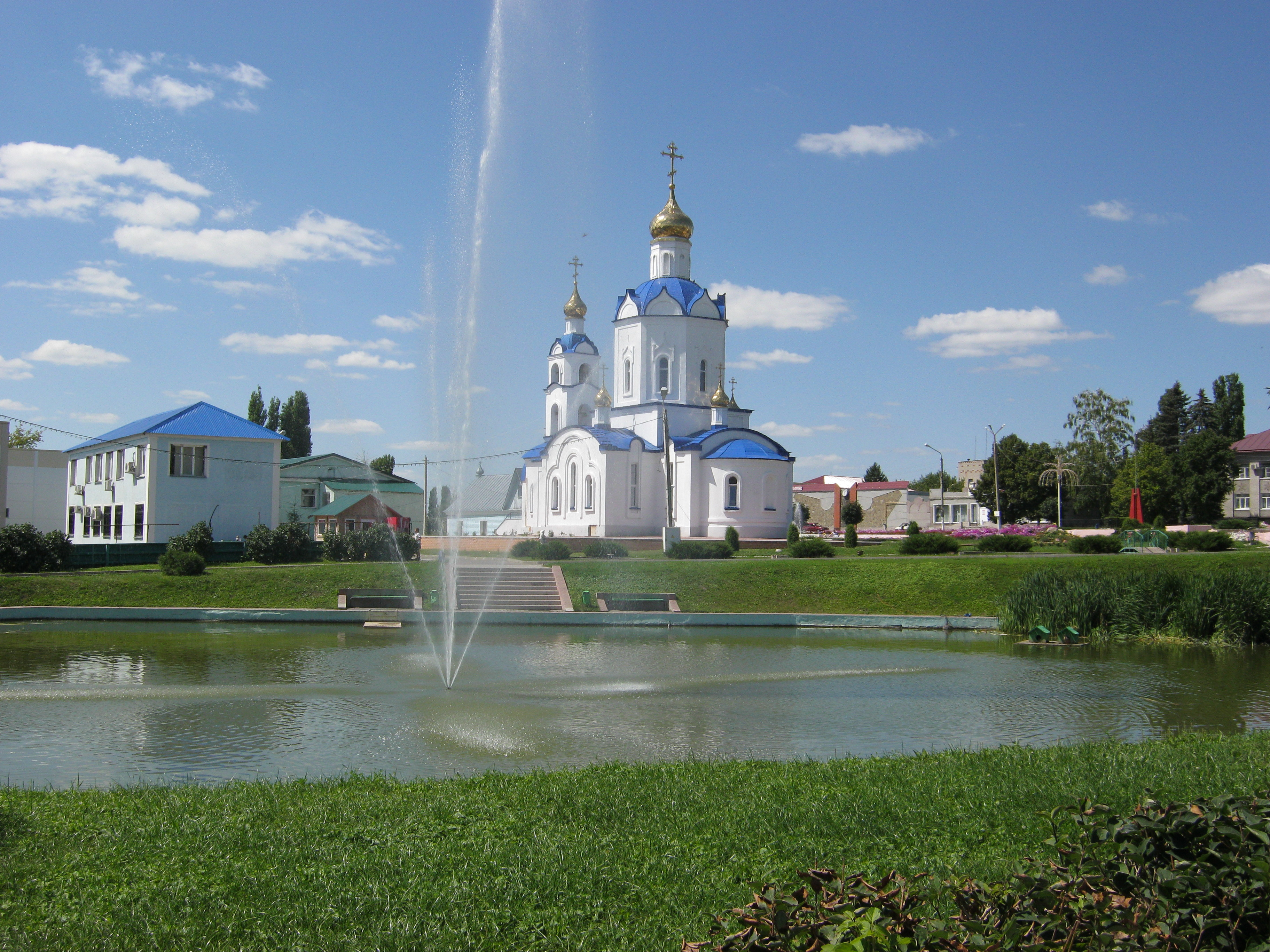
Фонтан в парке
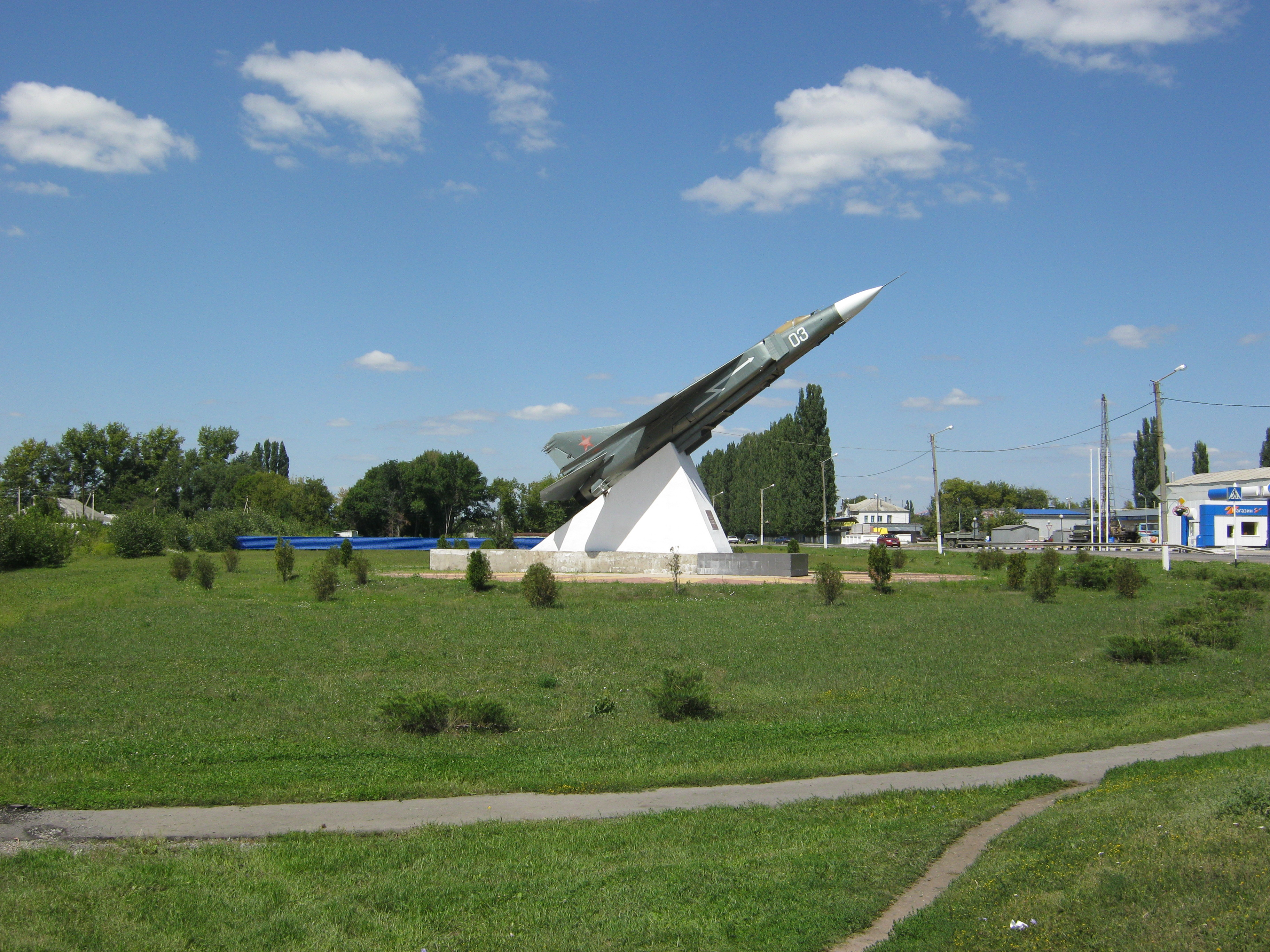
Самолёт-памятник
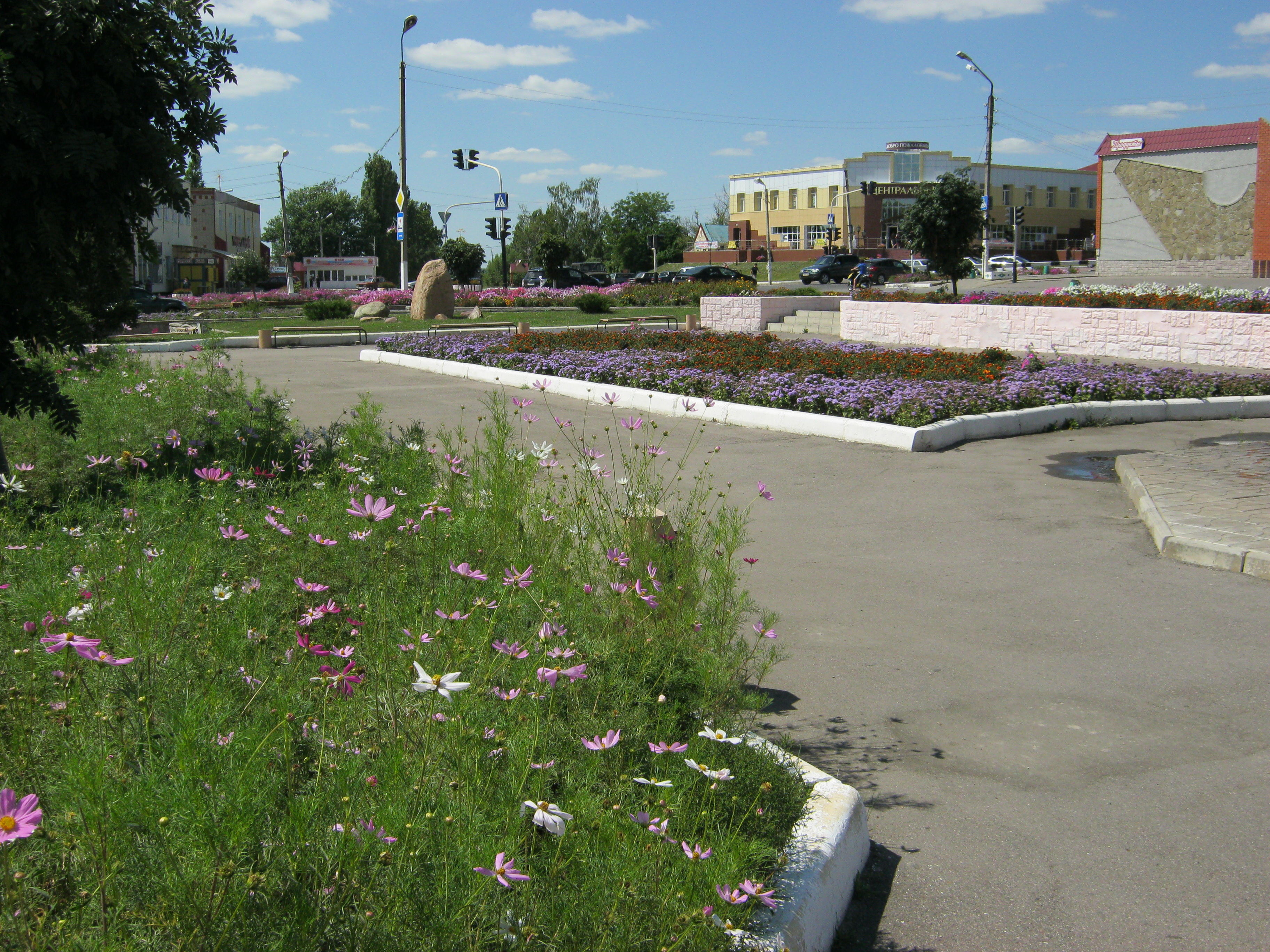
Цветочные клумбы в парке
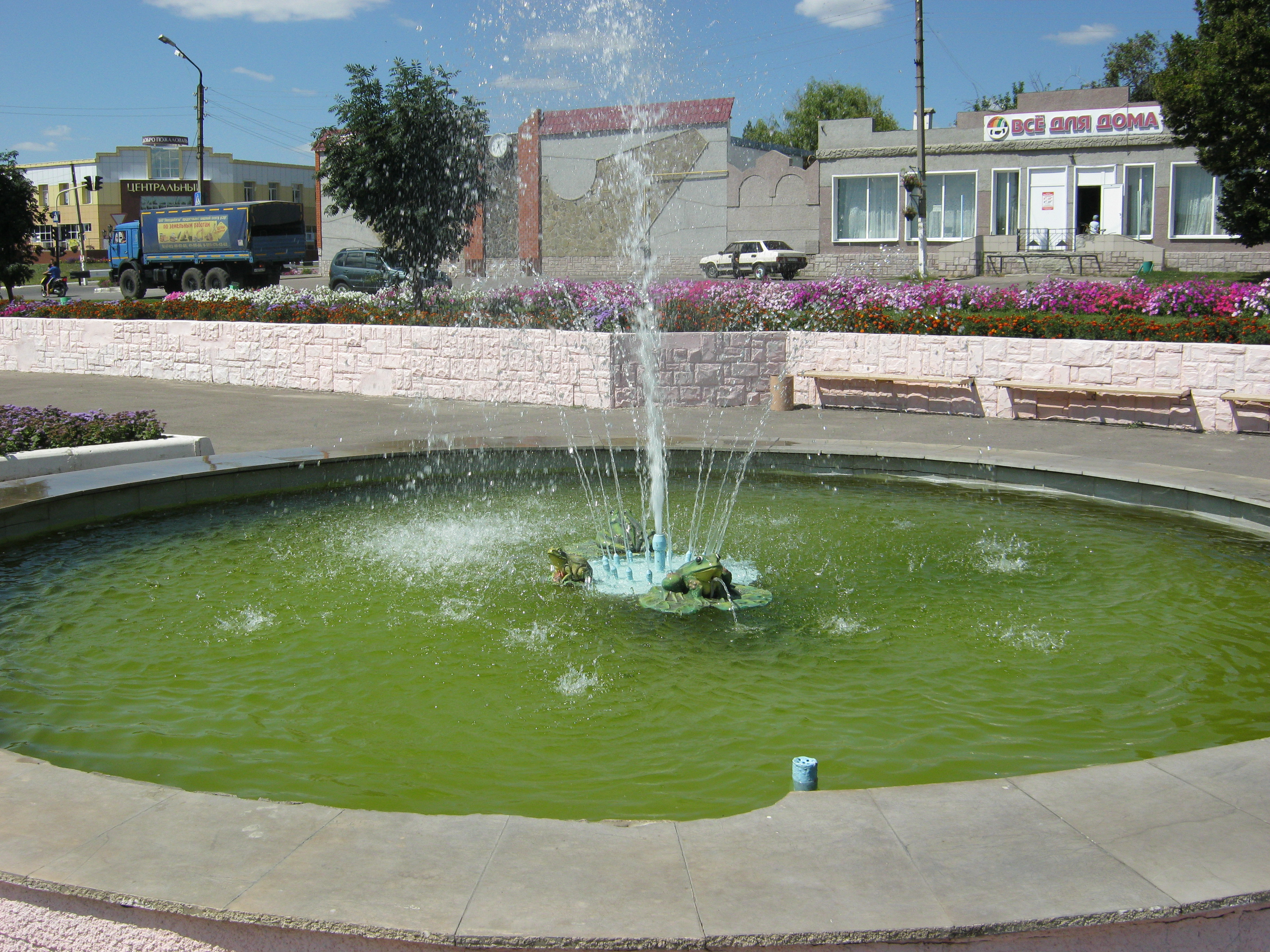
Фонтан-лягушка в парке
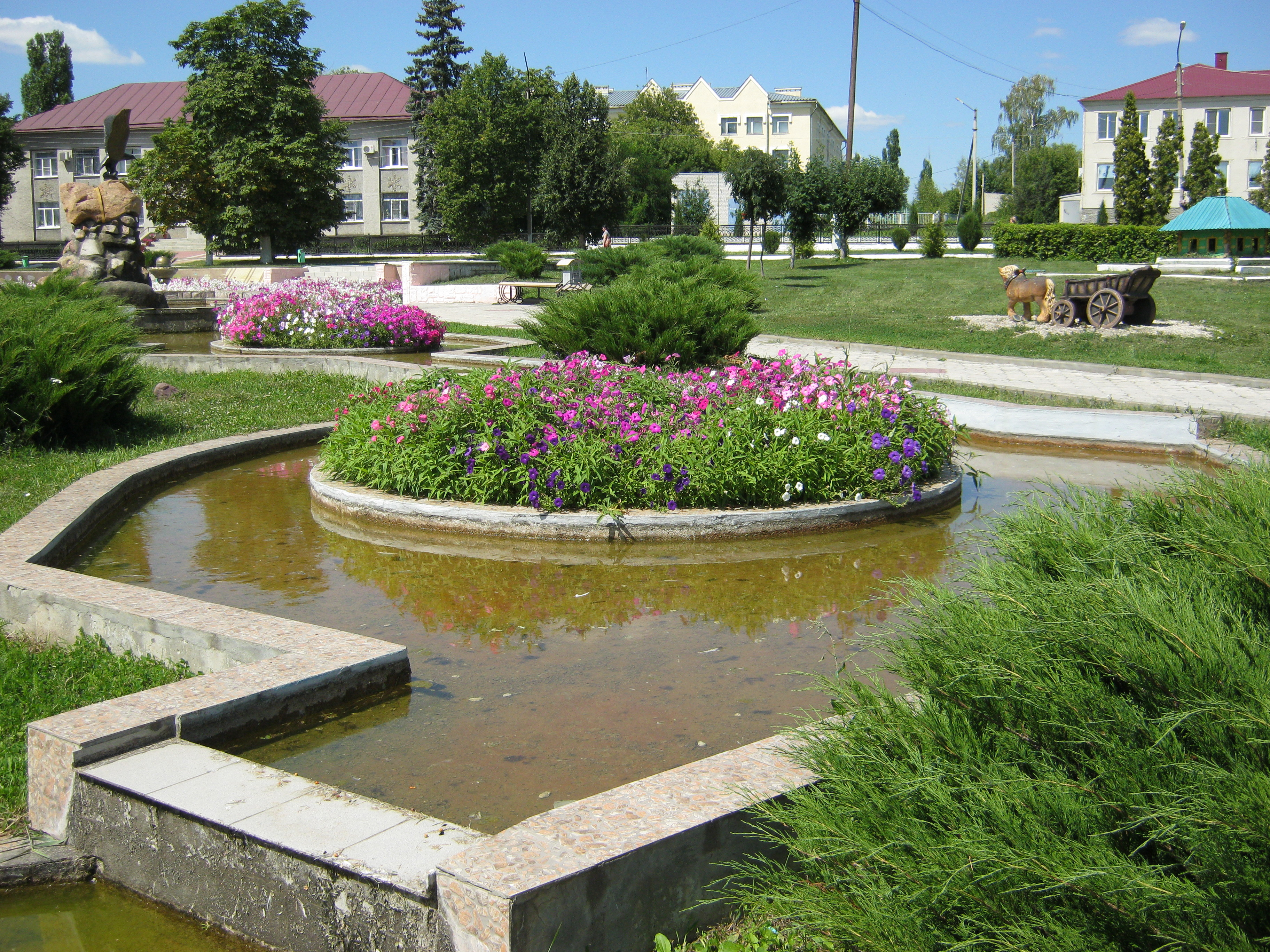
Водоём в парке
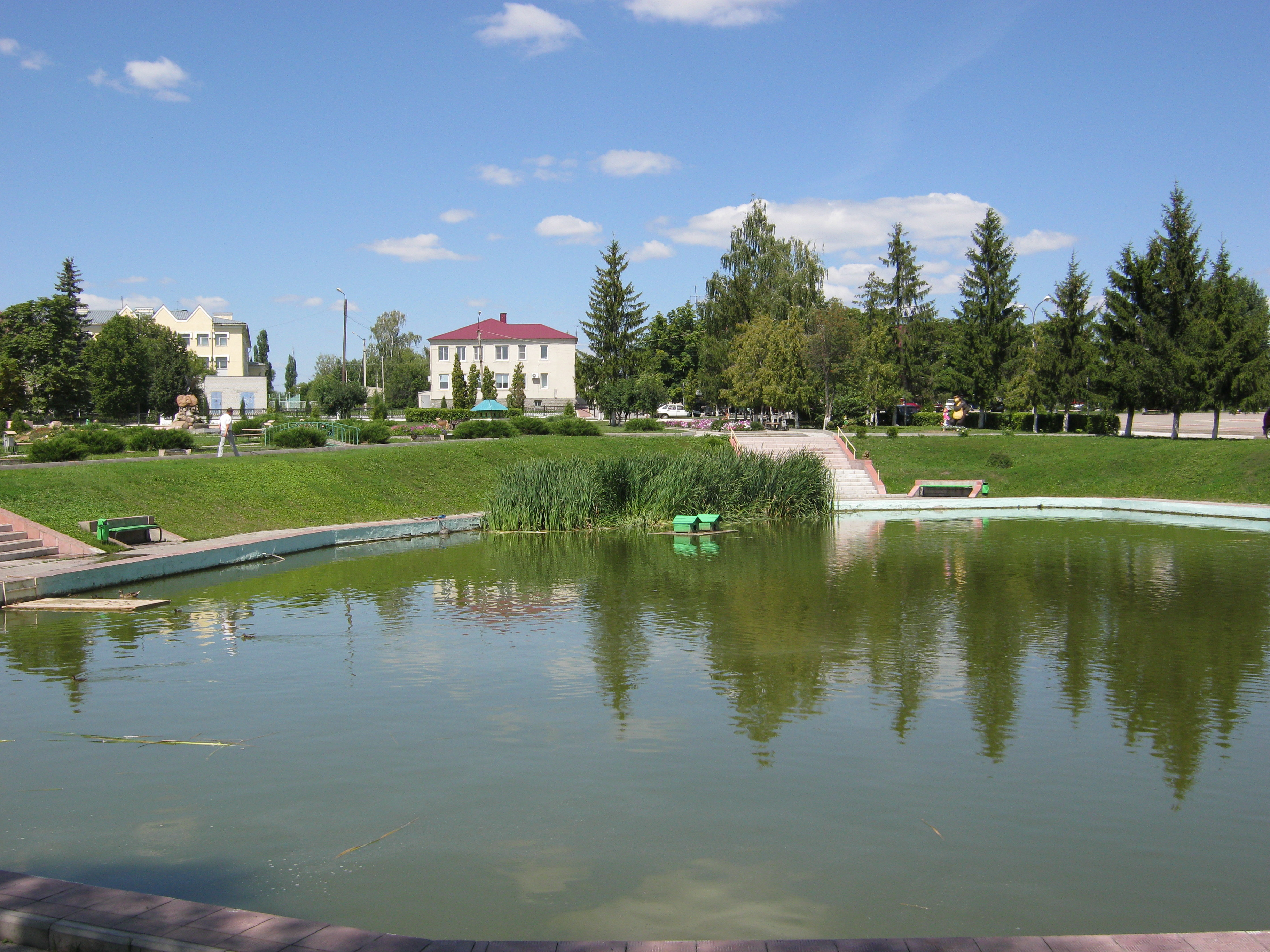
Пруд в парке